# Gulmi (huyện)
Gulmi (tiếng Nepal:गुल्मी) là một huyện thuộc khu Lumbini, vùng Tây Nepal, Nepal. Huyện này có diện tích 1149 km², dân số thời điểm năm 2001 là 296654 người.

## Dân số
Biến động dân số giai đoạn 1952-2001:
| Năm    | 1952   | 1961   | 1971   | 1981   | 1991   | 2001   |
| ------ | ------ | ------ | ------ | ------ | ------ | ------ |
| Dân số | 272805 | 301730 | 227746 | 238113 | 266331 | 296654 |